# یوداگانناوا
یوداگانناوا (به لاتین: Yodagannawa) یک منطقهٔ مسکونی در سری‌لانکا است که در استان مرکزی (سری‌لانکا) واقع شده‌است.